# Hot Shots II
Hot Shots II è il secondo album in studio del gruppo musicale scozzese The Beta Band, pubblicato nel 2001.

## Tracce
1. Squares – 3:46
2. Al Sharp – 3:34
3. Human Being – 4:31
4. Gone – 3:41
5. Dragon – 4:56
6. Broke – 4:40
7. Quiet – 4:49
8. Alleged – 5:30
9. Life – 3:50
10. Eclipse – 6:35